# Źródło św. Jana
Źródło św. Jana – źródło w Ojcowskim Parku Narodowym u wschodnich podnóży Złotej Góry w Ojcowie. Znajduje się na polanie Goplana, tuż przy potoku Prądnik i kaplicy „Na Wodzie”. 
Właściwie są 2 źródła św. Jana; pierwotne i wtórne. Pierwotne wypływa przy zakręcie w prawo drogi biegnącej obok kaplicy. W 1933 roku wykonano na nim ujęcie wody pitnej dla Ojcowa. Obok drogi znajduje się ośmiokątny zbiornik filtracyjny ujęcia, nakryty drewnianą kopułą w kształcie bębna i krytą blachą. Część wody z ujęcia odpływa do potoku Prądnik. Na tej odpływającej wodzie w 1972 roku wykonano kamienną obudowę, tworząc wtórne źródło św. Jana, jako atrakcję dla turystów. W 2005 roku odnowiono ją.

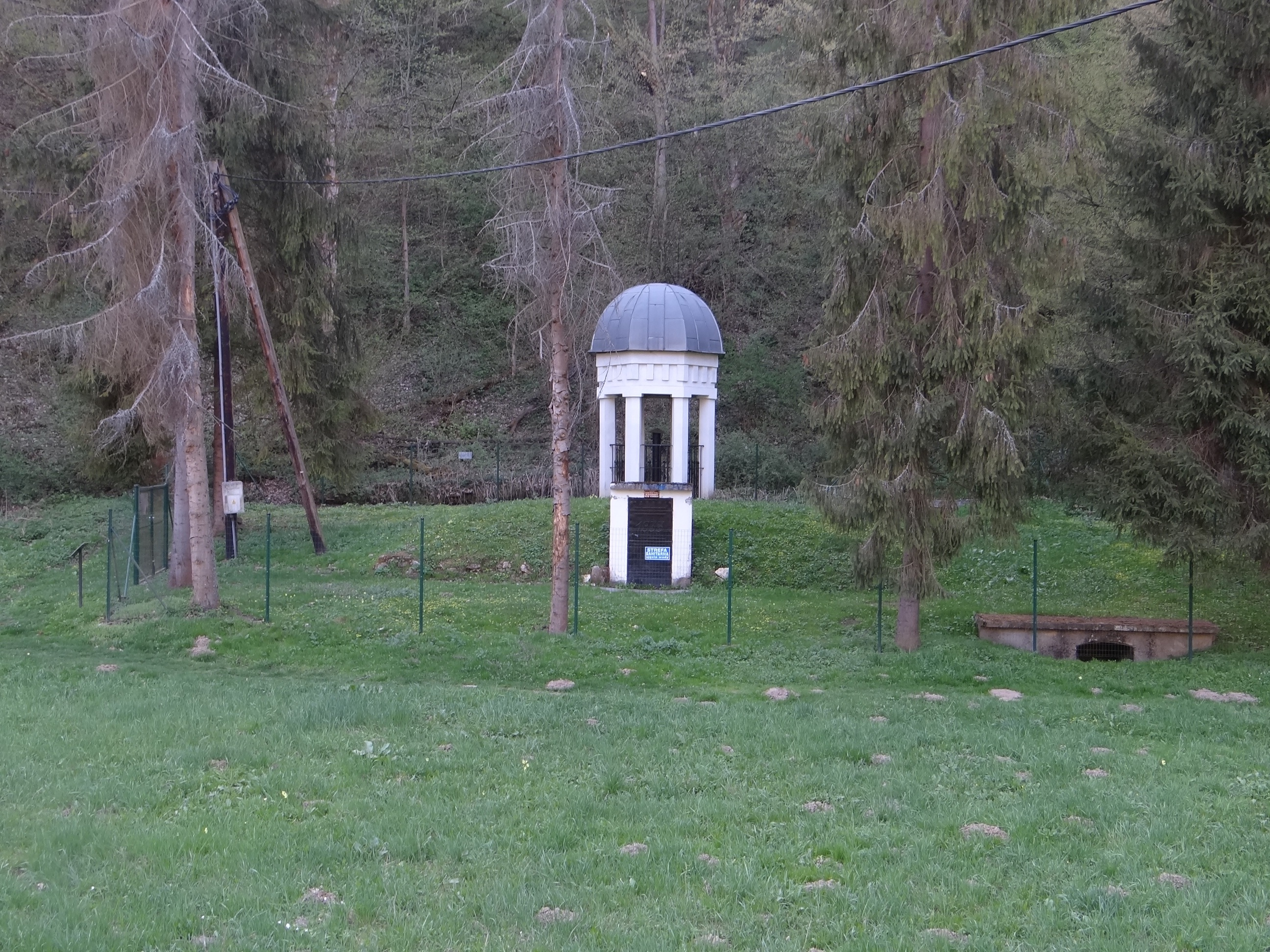
Ujęcie wody na źródle pierwotnym (głównym)
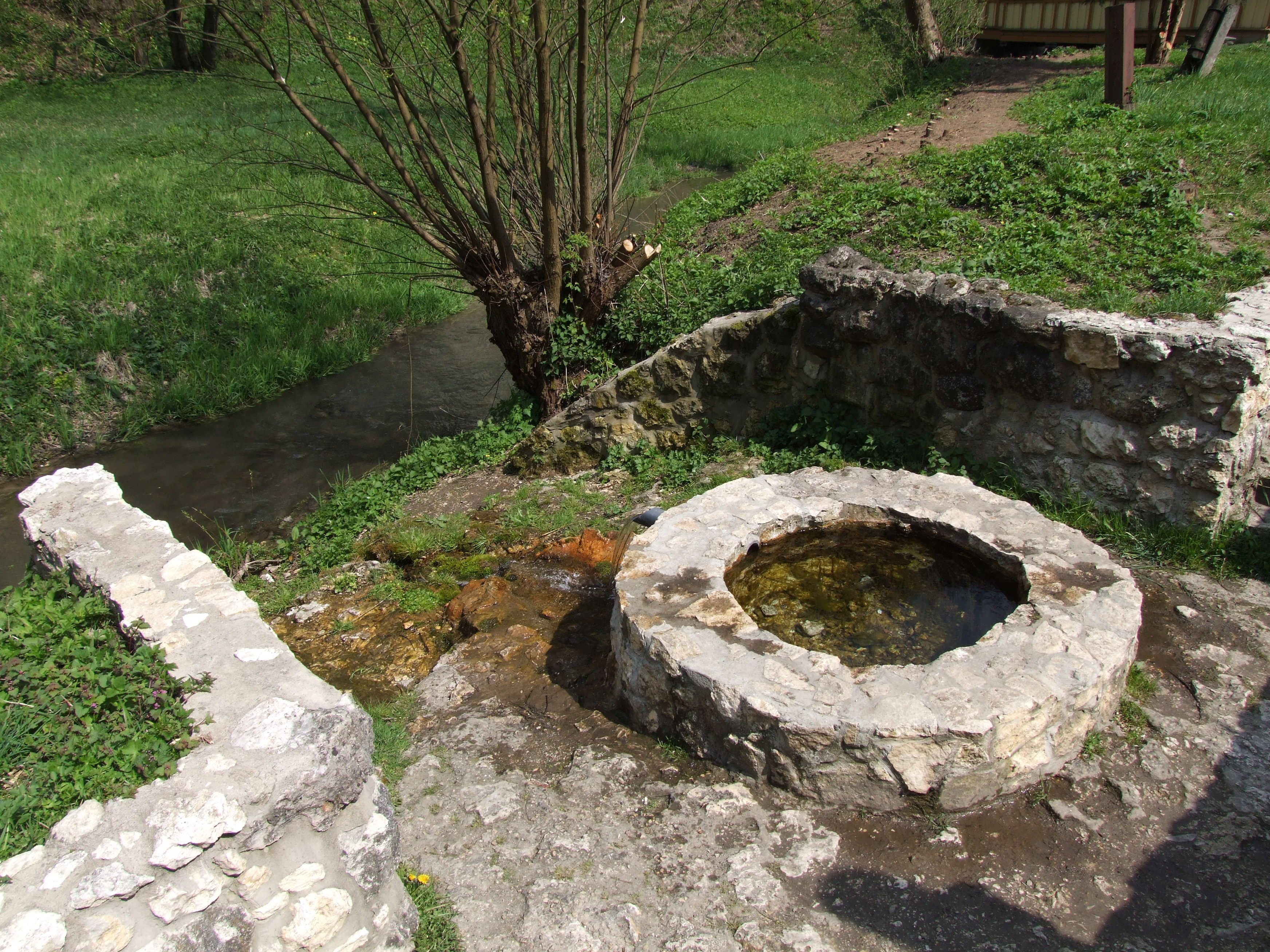
Wtórne Źródło św. Jana
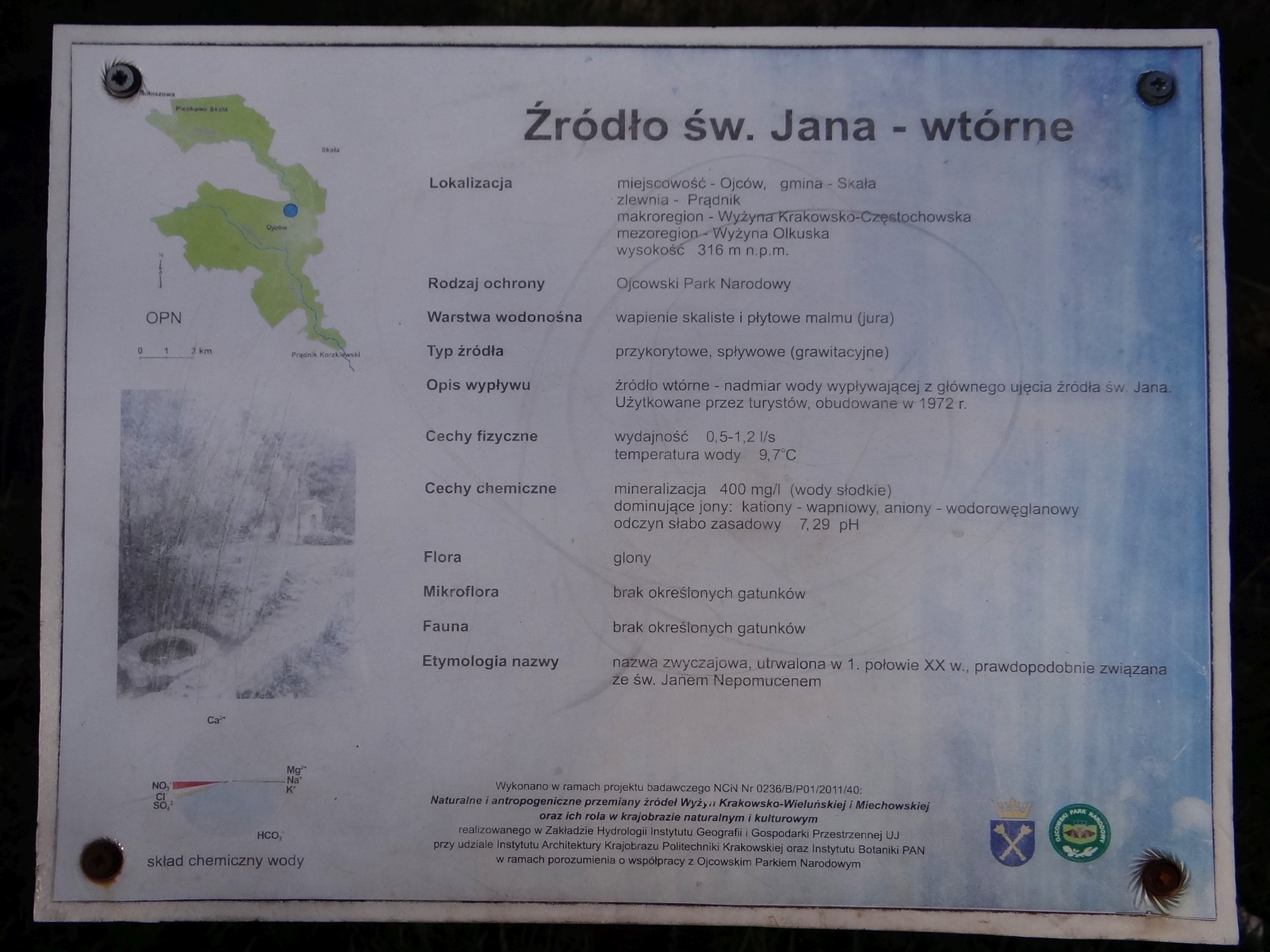
Tabliczka informacyjna przy źródle wtórnym

Nazwa źródła prawdopodobnie związana jest ze świętym Janem Nepomucenem i znana była już w połowie XIX wieku. Źródło pierwotne ma wydajność 2–5 l/s, temperatura jego wody wynosi 9,0 stopni C, a mineralizacja 400 mg/l. W wodzie nie stwierdzono żadnych mikroorganizmów.